# Stipa danubialis
Stipa danubialis är en gräsart som beskrevs av Dihoru och Nicolae Roman. Stipa danubialis ingår i släktet fjädergrässläktet, och familjen gräs. Inga underarter finns listade i Catalogue of Life.